# Namps-Maisnil
Namps-Maisnil è un comune francese di 1 029 abitanti situato nel dipartimento della Somme nella regione dell'Alta Francia.

## Società

### Evoluzione demografica
Abitanti censiti